# Котловина Беллинсгаузена
Котлови́на Беллинсга́узена — подводная котловина в Южном океане и юго-восточной части Тихого океана, между материковыми склонами Антарктиды, Южной Америки и Южно-Тихоокеанским, Восточно-Тихоокеанским и Западно-Чилийским поднятиями.
Наибольшая глубина — 5290 м. Дно слагают красные глубоководные глины и диатомовые илы.
Котловина получила название в честь российского мореплавателя Фаддея Беллинсгаузена.